# Salomé Martínez
Salomé Martínez es una ingeniera y académica chilena, especialista en investigaciones matemáticas y educación. Es miembro de la Academia Chilena de Ciencias. Es profesora titular de la Facultad de Ciencias Físicas y Matemáticas(FCFM) de la Universidad de Chile, investigadora del Centro de Modelamiento Matemático de Chile y directora del Laboratorio de Educación del mismo centro. Fue la primera Directora de la Dirección de Diversidad y Género de la FCFM.

## Biografía
Es hija de Servet Martínez, Premio Nacional en Ciencias Exactas 1993, estudió Ingeniería Civil Matemática en la Universidad de Chile y realizó su Doctorado en Matemáticas en la Universidad de Minnesota.

## Carrera profesional
Al finalizar su doctorado, desarrolló labores de investigación durante 2 años en el Instituto Tecnológico de Georgia, EE. UU. Al regresar a Chile comenzó trabajando como Profesora Asistente en el Departamento de Ingeniería Matemática de la Universidad de Chile en el 2002, mismo departamento donde consiguió la carga de Profesora Titular el 2017.
En su área de investigación se ha dedicado a las ecuaciones diferenciales parciales, aplicadas también a la ecología matemática y a la física. En el 2018 le fue otorgada la membresía para formar parte de la Academia Chilena de Ciencias en mérito a su trayectoria, sus aportes a la ciencia y divulgación científica.
Ha sido investigadora y directora del Laboratorio de Educación Matemática (CMM-Edu) en el Centro de Modelamiento Matemático desde el 2012, lugar donde ha participado de diversos proyectos orientados a mejorar el aprendizaje matemático de estudiantes de enseñanza básica y media. Uno de sus trabajos destacados es el proyecto "Suma y Sigue: Matemáticas En Línea", desarrollado el 2014 en colaboración con el Ministerio de Educación  y reconocido en 2018 por la Unesco con el Premio UNESCO-Hamdan Bin Rashid Al-Maktoum. El programa está diseñado para capacitar y mejorar la formación de los profesores de matemáticas, entregándoles herramientas útiles para ayudar a los estudiantes en la resolución de problemas, basado en la premisa de que los docentes necesitan aprender matemáticas para enseñarlas, que es distinto que aprender matemáticas por intereses académicos.
La académica destacó por su trabajo durante Pandemia por COVID-19 para lograr que los niños siguieran aprendiendo a pesar de la contingencia mundial; a raíz de esto, el 2020 fue invitada a participar de una reunión organizada por la Comisión Nacional para la Enseñanza de la Matemática de las Academia de Ciencia y Medicina en Estados Unidos, a la que asistieron exponentes de distintos países para compartir desafíos y estrategias de la enseñanza de matemáticas en el contexto de la pandemia. Siguiendo la misma línea, en 2021 se dirigió el programa "Sumo Primero", el que tradujo y adaptó el modelo de enseñanza de los textos escolares del profesor Masami Isoda de la Universidad de Tsukuba, esto con el objetivo de ayudar los estudiantes de enseñanza básica a desarrollar el pensamiento matemático para potenciar sus habilidades, incluso a distancia de las salas de clases.

### Activismo
En 2011 formó parte de la Red Adelina Gutiérrez, grupo pionero de académicas de la Facultad de Ciencias Físicas y Matemáticas (FCFM) de la Universidad de Chile que, entre otras cosas, logró la creación del Programa de Ingreso Prioritario de Equidad de Género (PEG), iniciativa que desde su implementación ha alcanzado un aumento del 65% en las matriculas de inscripción a  la facultad de mujeres, además de inspirar otros programas, tal como el denominado Más Mujeres Científicas del Mineduc.
La red Adelina Gutiérrez impulsó la creación de la Dirección de Diversidad y Género (DDG), de la que Salomé sería directora entre 2018-2019. Es en este contexto que fue invitada como oradora al Encuentro Mundial de Mujeres Matemáticas realizado en 2018 en Río de Janeiro, Brasil, dictando la charla "Ecuaciones de reacción-difusión, población y dinámicas de género"  expuso además sobre la baja presencia de mujeres en las carreras de ciencias e ingenierías y los fenómenos relacionados con esta problemática.

## Distinciones y Reconocimientos
En 1995 obtuvo el Premio Marco Orrego Puelma del Instituto de Ingenieros de Chile que la reconoció como la mejor egresada de su generación. Luego, mientras cursaba su doctorado en la Universidad de Minnesota, recibió el Premio Citation for Excellence in Teaching en el año 1999 y el Premio Outstanding Thesis Award en el 2000, reconocimientos por desempeño de excelencia para la enseñanza y la investigación.
Entre otras distinciones, destacan:
- (2011) Premio de Excelencia Científica para Investigadoras Jóvenes de la Academia Chilena de Ciencias.[11]
- (2017) Medalla de Profesora Titular de la U. de Chile.
- (2019) Condecoración al Mérito Amanda Labarca.[12]
- (2021) Premio al Mérito en Educación por la Universidad Andrés Bello.[13]
- (2018) Premio UNESCO-Hamdan Bin Rashid Al-Maktoum por el programa Suma y Sigue: Matemáticas En Línea.[14]

En el 2024 a este listado se le añade un nuevo hito, el Premio al Ingeniero o ingeniera por Acciones Distinguidas del Instituto de Ingenieros de Chile, galardón del que además es la primera mujer reconocida.

## Publicaciones Destacadas
A continuación, se muestran las publicaciones más citadas de la investigadora, las que se encuentran en su perfil de google académico:
- Martínez, Salomé; Dávila, Juan; Coville, Jérôme (2008). «Nonlocal anisotropic dispersal with monostable nonlinearity». Journal of Differential Equations 244 (12): 3080-3118.
- Martínez, Salomé; Dávila, Juan; Coville, Jérôme (2013). «Pulsating fronts for nonlocal dispersion and KPP nonlinearity». Annales de l'Institut Henri Poincaré C, Analyse non linéaire 30 (2): 179-223.
- Martínez, Salomé; Hutson, Vivian; Mischaikow, Konstantin; Vickers, Glenn (2003). «The evolution of dispersal». Journal of mathematical biology 47 (6): 483-517.
- Martínez, Salomé; Mizala, Alejandra; Martínez, Francisco (2015). «Pre-service elementary school teachers' expectations about student performance: How their beliefs are affected by their mathematics anxiety and student's gender». Teaching and Teacher Education 50: 70-78.
- Martínez, Salomé; Coville, Jérôme (2008). «Existence and uniqueness of solutions to a nonlocal equation with monostable nonlinearity». SIAM Journal on Mathematical Analysis 39 (5): 1693-1709.